# Голицын, Сергей Сергеевич (1805)
Князь Сергей Сергеевич Голицын (3-й) (1805, Москва — 1868, Санкт-Петербург) — генерал-лейтенант по конной артиллерии (1853), участник русско-турецкой войны и усмирения Польского восстания, награждённый золотой саблей «За храбрость».

## Биография
Происходил из Голицыных-Алексеевичей. Сын действительного статского советника Сергея Ивановича Голицына и Елизаветы Васильевны Приклонской родился 10 (22) июня 1805 года; Я. И. Булгаков сообщал своему сыну: 
В субботу, 10-го, обедал я у князя Сергея Ивановича; княгиня меня проводила; а лишь успел я приехать домой, скачет лакей с известием, что она благополучно родила сына Сергея. Слава Богу, ибо была долго и очень грузна, а ещё всё ходила, и даже долго были мы в саду
До 16 лет Сергей Сергеевич воспитывался дома, в 1821 году поступил в благородный пансион Императорского Царскосельского лицея, где обучался вместе с младшими братьями Александром и Николаем. Обучение братьев был вынужден оплачивать старший брат Василий. По окончании курса в 1824 году с награждением золотой медалью «за успехи в науках и поведении» был выпущен в офицеры старой гвардии.
В ноябре 1824 года был произведён в прапорщики лейб-гвардии Конной артиллерии в Лёгкую № 2 батарею, из которой в 1826 году был переведён в Батарейную батарею. Находясь в 1826 году в Москве во время коронации императора Николая I был назначен на должность адъютанта к генерал-адъютанту Сухозанету, начальника артиллерии Гвардейского корпуса. Во время русско-турецкой войны Голицын участвовал в осаде и штурме крепости Браилова, блокаде крепости Евсушель, осаде и взятии крепости Варна, покорении Адрианополя. Позднее состоял в особом отряде Сухозанета, находившемся на правом фланге действующей армии при покорении города Демотики. За отличие в делах и сражениях был награждён орденом Святого Владимира 4-й степени с бантом, чинами поручика и штабс-капитана, утверждён в должности адъютанта.
В 1831 году участвовал в усмирении Польского восстания в качестве адъютанта генерала Сухозанета, после его ранения — генерал-фельдмаршала графа Дибича-Забалканского, после смерти последнего в 1831 году — при графе Паскевич-Эриванском. За отличие в делах и сражениях был награждён орден Святой Анны 2-й степени с императорской короной и золотой саблей с надписью «За храбрость».
Продолжал службу при генерал-адъютанте Сухозанете, в 1833 году назначен состоять по особым поручениям с производством в полковники. В 1838 году прикомандирован к штабу по управлению генерал-фельдцейхмейстера. В 1840 году назначен адъютантом к великому князю Михаилу Павловичу. 8 сентября 1843 года произведён в генерал-майоры. После смерти великого князя назначен состоять в Свите его Императорского Величества (19 сентября 1849 года). За отличие по службе награждён орденами Святого Владимира 3 степени, Святого Станислава 1 степени и Анны 1 степени с императорской короной.
Начальник артиллерии по части инспектора резервной кавалерии. Голицын был членом комитета об улучшении штуцеров и ружей, входил в состав комиссии для пересмотра утверждённого в 1842 году положения о производстве практической стрельбы в полевой артиллерии, временный член комитета для составления частной инструкции комендантам крепости, состоял инспектором оружейных заводов. 17 декабря 1844 года Сергей Сергеевич был награждён орденом св. Георгия 4-й степени за беспорочную выслугу 25 лет в офицерских чинах (№ 7143 по списку Григоровича — Степанова). Генерал-лейтенант (19 апреля 1853) по конной артиллерии. Председатель комитета дивизионных артиллерийских школ.
Скончался 1 (13) ноября 1868 года и похоронен на Митрофаниевском православном кладбище.

## Награды
- Орден Святого Владимира 4-й степени с бантом (1828);
- орден Святой Анны 2-й степени с императорской короной (1831);
- золотая сабля с надписью «За храбрость» (1831);
- знак отличия за воинские достижения (1831);
- орден Святого Станислава 2-й степени (1834);
- орден святого Владимира 3-й степени (1838);
- знак отличия за XV лет службы (1841);
- орден Святого Георгия 4 степени за 25 лет службы (№ 7143; 1844);
- орден Святого Станислава 1-й степени (1847);
- знак отличия за XX лет службы (1847);
- орден Святой Анны 1-й степени (1849; императорская корона к ордену  — 1851);
- орден Святого Владимира 2-й степени (1855);
- орден Белого орла (185?).

## Брак и дети
Жена (с 1 октября 1844 года) — княжна Александра Петровна Шаховская (01.10.1811—1871), фрейлина двора, дочь князя Петра Фёдоровича Шаховского от второго его брака с Анной Семёновной Жегулиной (1776—1843). В браке родились:
- Пётр Сергеевич (1845—1846).
- Анна Сергеевна (09.01.1853[4]—1916), родилась в Петербурге, крещена 22 февраля 1853 года в Симеоновской церкви при восприемстве тетки княгини В. А. Бутеро-Родали; супруга Александра Александровича Соловцова (1852—1895). Их венчание состоялось 23 апреля 1872 года в Успенской церкви принадлежавшего невесте села Князевки Петровского уезда. Однако 25 апреля 1884 «брак его, Соловцова, с Анною Сергеевною, за нарушением со стороны сей последней, святости брака прелюбодеянием, определением епархиального начальства, утверждённым Святейшим Правительствующим Синодом, расторгнут, с воспрещением ей, Анне Сергеевне, навсегда вступать в новое супружество», но в этом же документе (л. 4) имеется следующая надпись: «О расторгнутии брака дворянина Александра Александровича Соловцова с Анною Сергеевною сделана эта надпись под настоящим делом для видимости»[5].